# Parlamentswahl im Kosovo 2021
- VV: 58
- SL: 10
- LDK: 15
- AAK: 8
- PDK: 19
- KDTP: 2
- Sonst.: 8

Die Parlamentswahl im Kosovo 2021 war eine vorgezogene Neuwahl des Parlaments der Republik Kosovo aufgrund eines Urteils des Verfassungsgerichts des Landes. Termin für die Wahl war der 14. Februar 2021. Die Wahl wurde deutlich von der Lëvizja Vetëvendosje! unter dem Spitzenkandidaten Albin Kurti sowie der amtierenden Präsidentin des Kosovo Vjosa Osmani gewonnen, was von Beobachtern im Vorfeld erwartet worden war.

## Ungültige Premierministerwahl 2020

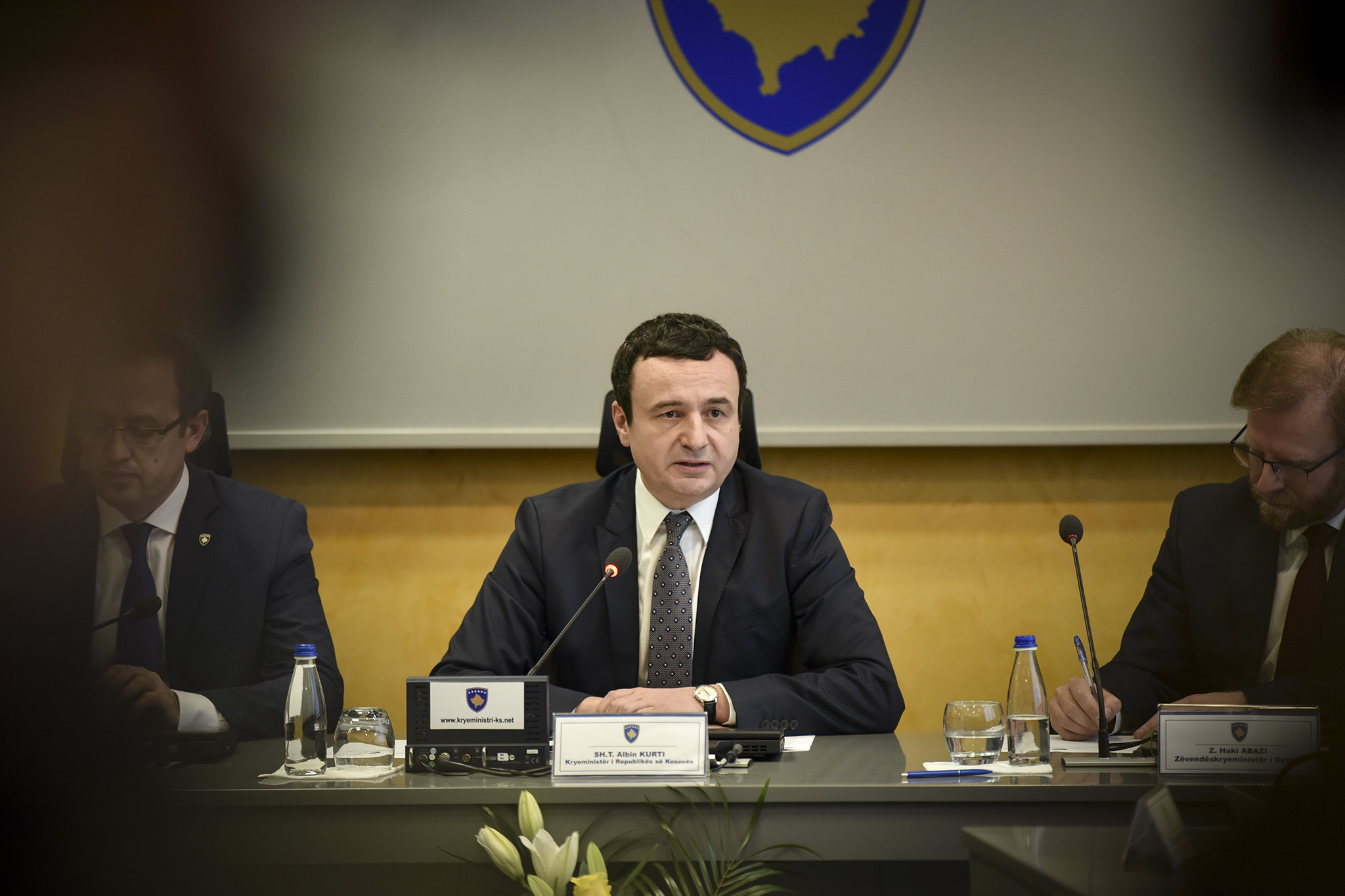
Albin Kurti (VV)

Nach der Parlamentswahl 2019 und sehr langen Koalitionsgesprächen bildeten die Lëvizja Vetëvendosje mit der LDK eine Regierung unter Albin Kurti. Am 25. März 2020 wurde ein Misstrauensvotum angenommen. LDK, AAK, Nisma und Vertreter von Minderheiten einigten sich auf eine neue Koalition. Es kam aber zu einem Verfassungsstreit, in dem geklärt werden musste, ob der Republikspräsident Hashim Thaçi überhaupt eine andere Partei als die stimmenstärkste mit der Regierungsbildung beauftragen dürfe.
Nach Klärung der Rechtsfragen wurde am 3. Juni 2020 Avdullah Hoti von der LDK mit sehr knapper Mehrheit – 61 von 120 Stimmen – zum neuen Premierminister gewählt.  Diese Wahl wurde vom Verfassungsgericht im Dezember 2020 für ungültig erklärt: Die Wahl Hotis kam dank der Stimme eines Abgeordneten zustande, der aufgrund einer vorherigen Verurteilung wegen Betrugs eigentlich gar nicht mehr Parlamentarier hätte sein dürfen und somit an der Wahl nicht hätte teilnehmen dürfen.
Die kosovarische Präsidentin Vjosa Osmani löste das Parlament daraufhin auf und setzte die Neuwahlen auf den 14. Februar 2021 fest. Damit musste die Bevölkerung des Kosovo innerhalb ihrer 12-jährigen Unabhängigkeit zum fünften Mal an die Wahlurne.

## Umfragen
In einer Umfrage der Zeitung Albanian Post, die Anfang Februar 2021 veröffentlicht wurde, wurde ein deutlicher Wahlsieg von Vetëvendosje (VV) vorausgesagt, mit einer Verdoppelung der Stimmanteile zur letzten Wahl. Ältere Umfragen ergaben bereits einen deutlichen Sieg dieser Partei.
| Umfrageinstitut                   | Datum               | VV     | LDK    | PDK    | AAK    | NISMA | Sonstige | Abstand | Enthalt. | Befragte |
| --------------------------------- | ------------------- | ------ | ------ | ------ | ------ | ----- | -------- | ------- | -------- | -------- |
| Gani Bobi, Albanian Post          | 2. Februar 2021     | 51,3 % | 15,5 % | 13,2 % | 5,5 %  | 1,8 % | –        | 35,8    | –        | 1.035    |
| KOZMO                             | 26.–30. Januar 2021 | 53,6 % | 16,0 % | 17,4 % | 7,2 %  | 3,6 % | –        | 37,6    | 3,2 %    | 2.500    |
| PIPOS                             | 29. Januar 2021     | 43,8 % | 17,2 % | 21,1 % | 7,0 %  | 2,9 % | 1,0 %    | 22,7    | 7,2 %    | 3.000    |
| PIPOS                             | 22. Januar 2021     | 44,2 % | 17,4 % | 20,4 % | 7,2 %  | 3,1 % | 0,6 %    | 23,8    | 7,2 %    | 1.050    |
| T7, Gazeta Ekspress               | 22. Januar 2021     | 50,8 % | 16,0 % | 16,9 % | 7,0 %  | 3,0 % | –        | 33,9    | –        | o. A.    |
| Riinvest Analytics, RTV Dukagjini | 11.–17. Januar 2021 | 54,1 % | 10,3 % | 14,9 % | 6,4 %  | 1,4 % | 4,4 %    | 39,2    | 3,5 %    | 1.100    |
| PIPOS                             | 15. Januar 2021     | 41,6 % | 16,3 % | 20,1 % | 7,5 %  | 1,5 % | 4,7 %    | 21,5    | 5,2 %    | 3.000    |
| PIPOS                             | 7. Januar 2021      | 41,4 % | 15,7 % | 20,8 % | 8,6 %  | 2,0 % | 5,3 %    | 20,6    | 6,5 %    | o. A.    |
| UBO Consulting                    | 23. Dezember 2020   | 46,2 % | 14,9 % | 16,0 % | 7,0 %  | 3,5 % | 1,0 %    | 30,2    | 1,9 %    | o. A.    |
| Parlamentswahl                    | 6. Oktober 2019     | 26,2 % | 24,5 % | 21,2 % | 11,5 % | 5,0 % | 5,0 %    | 1,7     | –        | –        |

## Ergebnis
Vetëvendosje hat 50,28 % der Stimmen auf sich vereinigen können. Noch nie hat eine Partei bei Parlamentswahlen im Kosovo – den fünften in 13 Jahren Unabhängigkeit – einen solch hohen Anteil an Stimmen erreicht. Das sind 24 % mehr als bei den letzten Wahlen vor zwei Jahren. Alle anderen Parteien haben Verluste hinnehmen müssen. Am meisten waren es bei der LDK mit über 11 Prozentpunkten. PDK und AAK verloren beide rund 4 Prozentpunkte. Die NISMA flog mit 2,5 % der Stimmen nach sieben Jahren aus dem Parlament.
Nach endgültiger Stimmenauszählung gingen 58 der 120 Sitze im Parlament an Vetëvendosje. Zweitstärkste Partei wurde die PDK mit 19 Sitzen, gefolgt von der LDK mit 15 und der Serbischen Liste mit 10 Sitzen. Für die übrigen Minderheiten waren erneut insgesamt 10 Sitze reserviert. Die AAK konnte noch 8 Sitze auf sich vereinigen. 44 der 120 gewählten Abgeordneten waren Frauen, so viele wie noch nie in der Geschichte des Parlaments.

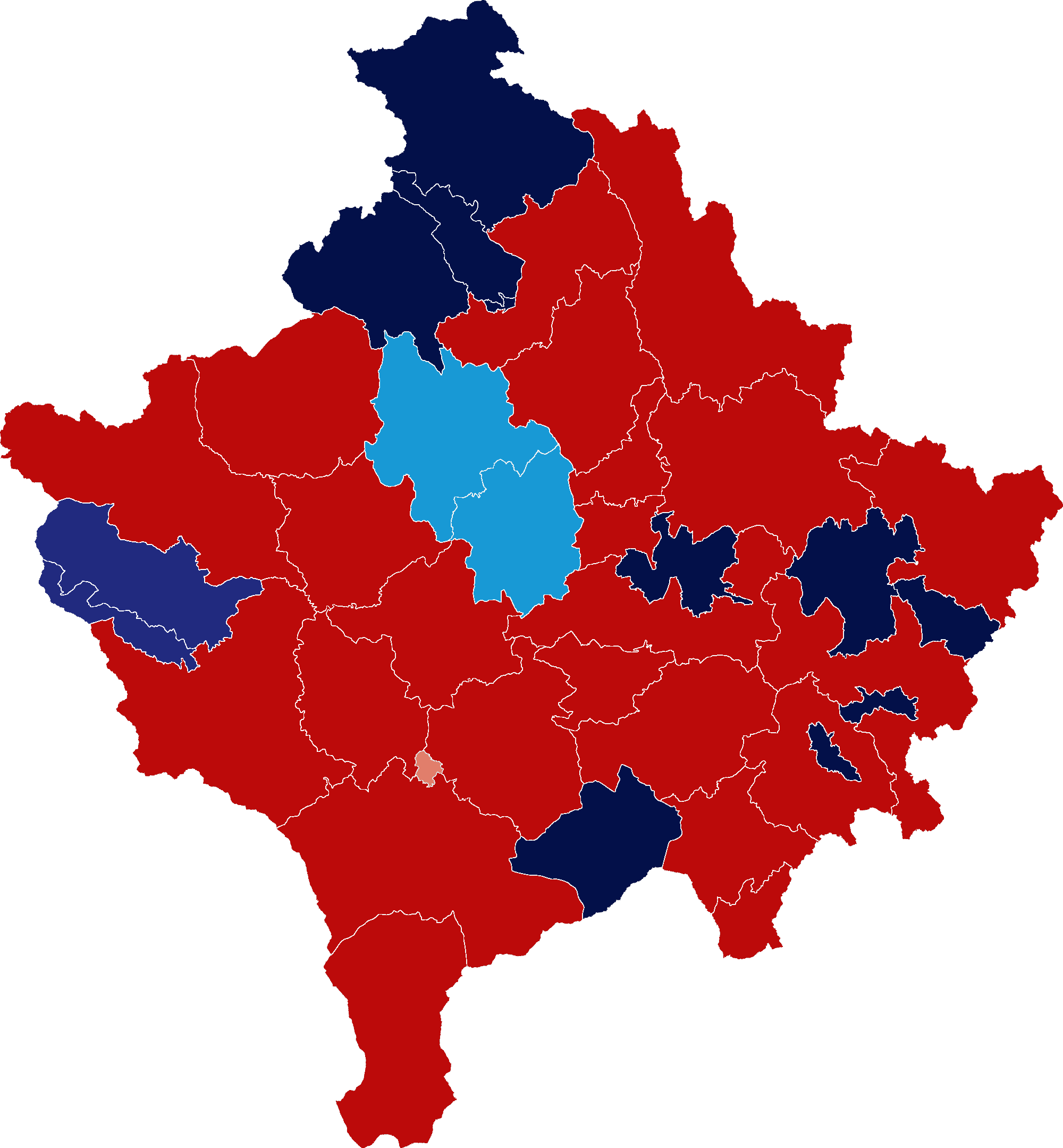
Sieger nach Gemeinde – Rot: VV, Schwarz: SL, Hellblau: PDK; Dunkelblau: AAK, Violett: NISMA, Orange: KDTP

Die AAK war in Deçan und Junik die stärkste Partei. Die PDK war in den Gemeinden Skënderaj und Drenas die stimmenstärkste Partei. Vetëvendosje entschied mit Ausnahme der neun Gemeinden mit einer serbischen Bevölkerungsmehrheit und Mamusha (KDTP) alle anderen Gemeinden für sich.
Für die PDK und die LDK waren es die bis dahin schlechtesten Resultate bei Parlamentswahlen seit 2001. Isa Mustafa trat aufgrund des schlechten Resultats nach zehn Jahren als Parteivorsitzender der LDK zurück.
Die Wahlurnen waren innerhalb einer Woche vollständig ausgezählt; die Auswertung der brieflich abgegebenen Stimmen aus dem Ausland dauerte aber bis zum 3. März an.
| Partei / Liste / Bündnis        | Partei / Liste / Bündnis                                              | Stimmen   | Stimmen | Stimmen | Sitze  | Sitze |
| Partei / Liste / Bündnis        | Partei / Liste / Bündnis                                              | Anzahl    | %       | +/−     | Anzahl | +/−   |
| ------------------------------- | --------------------------------------------------------------------- | --------- | ------- | ------- | ------ | ----- |
|                                 | Bewegung Selbstbestimmung! (VV)                                       | 438.335   | 50,28   | +24,01  | 58     | +29   |
|                                 | Demokratische Partei des Kosovo (PDK)                                 | 148.285   | 17,01   | −4,22   | 19     | −5    |
|                                 | Demokratische Liga des Kosovo (LDK)                                   | 110.985   | 12,73   | −11,82  | 15     | −13   |
|                                 | Allianz für die Zukunft des Kosovo (AAK)                              | 62.111    | 7,12    | −4,40   | 8      | −5    |
|                                 | Serbische Liste (SL)                                                  | 44.407    | 5,09    | −1,31   | 10     | ±0    |
|                                 | Sozialdemokratische Initiative (NISMA)                                | 21.997    | 2,52    | −2,48   | 0      | −4    |
|                                 | Türkische Demokratische Partei des Kosovo (KDTP)                      | 6.496     | 0,75    | −0,06   | 2      | ±0    |
|                                 | Vakat Koalition (KV)                                                  | 5.366     | 0,62    | −0,22   | 1      | −1    |
|                                 | Neue Demokratische Initiative des Kosovo (IRDK)                       | 3.305     | 0,38    | +0,17   | 1      | +1    |
|                                 | Romani Initiative (RI)                                                | 3.172     | 0,36    | Neu     | 1      | Neu   |
|                                 | Neue Demokratische Partei (NDS)                                       | 2.885     | 0,33    | −0,14   | 1      | ±0    |
|                                 | Sozialdemokratische Union (SDU)                                       | 2.549     | 0,29    | Neu     | 1      | Neu   |
|                                 | Ägyptische Liberale Partei (PLE)                                      | 2.430     | 0,28    | −0,30   | –      | −1    |
|                                 | Vereinte Gemeinschaft (UZ)                                            | 2.217     | 0,25    | Neu     | –      | Neu   |
|                                 | Einzigartige Goranische Partei (JGP)                                  | 2.161     | 0,25    | +0,11   | 1      | ±0    |
|                                 | Aschkali Partei für Integration (PAI)                                 | 2.138     | 0,25    | −0,12   | 1      | ±0    |
|                                 | Demokratische Aschkali Partei (PDAK)                                  | 1.960     | 0,23    | ±0,00   | –      | ±0    |
|                                 | Zivile Initiativen für Freiheit, Gerechtigkeit und Überleben (GI SPO) | 1.508     | 0,17    | Neu     | –      | Neu   |
|                                 | Unsere Initiative (NAŠA)                                              | 1.375     | 0,16    | Neu     | –      | Neu   |
|                                 | Bewegung für Integration (LpB)                                        | 1.261     | 0,15    | Neu     | –      | Neu   |
|                                 | Innovative Türkische Bewegungspartei (YTHP)                           | 1.243     | 0,14    | Neu     | –      | Neu   |
|                                 | Progressive Bewegung der Kosovarischen Roma (LPRK)                    | 1.208     | 0,14    | Neu     | 1      | Neu   |
|                                 | Fjala                                                                 | 1.087     | 0,13    | −0,21   | –      | ±0    |
|                                 | Vereinigte Romapartei des Kosovo (PREBK)                              | 1.074     | 0,12    | −0,01   | –      | −1    |
|                                 | Koalition Zusammen (GIG-PG)                                           | 1.010     | 0,12    | −0,04   | –      | ±0    |
|                                 | Kosovarische Neue Romani Partei (KNRP)                                | 600       | 0,07    | +0,04   | –      | ±0    |
|                                 | Serbische Demokratische Allianz (SDS)                                 | 476       | 0,06    | Neu     | –      | Neu   |
|                                 | Albanische Nationale Front Partei (PBK)                               | 155       | 0,02    | Neu     | –      | Neu   |
| Gesamt                          | Gesamt                                                                | 871.796   | 100,00  |         | 120    |       |
| Gültige Stimmen                 | Gültige Stimmen                                                       | 871.796   | 96,38   | +0,12   |        |       |
| Ungültige Stimmen               | Ungültige Stimmen                                                     | 27.286    | 3,02    | −0,63   |        |       |
| Leere Stimmzettel               | Leere Stimmzettel                                                     | 5.470     | 0,61    | −0,81   |        |       |
| Wahlbeteiligung                 | Wahlbeteiligung                                                       | 903.386   | 48,78   | +4,22   |        |       |
| Nichtwähler                     | Nichtwähler                                                           | 948.541   | 51,22   | −4,22   |        |       |
| Wahlberechtigte                 | Wahlberechtigte                                                       | 1.851.927 |         |         |        |       |
| Quelle: Zentrale Wahlkommission |                                                                       |           |         |         |        |       |

## Regierungsbildung
Das Resultat erlaubte der Vetëvendosje eine Regierungsbildung ohne Beteiligung der Traditionsparteien LDK, PDK und AAK. Nachdem sich das Parlament am 22. März konstituiert hatte, bestätigte sie am gleichen Tag noch die neue Regierung von Albin Kurti. Die Regierung von Vetëvendosje wurde dabei von neun der zehn Abgeordneten der nicht-serbischen Minderheitsparteien unterstützt.